# UGC 12158
UGC 12158 est une galaxie spirale barrée relativement éloignée et située dans la constellation de Pégase. Sa vitesse par rapport au fond diffus cosmologique est de 8 931 ± 26 km/s, ce qui correspond à une distance de Hubble de 131,7 ± 9,2 Mpc (∼430 millions d'al).
La classe de luminosité d'UGC 12158 est II et elle présente une large raie HI. 
Les bases de données NASA/IPAC et HyperLeda indiquent que la galaxie est de type spirale (Sb), sans indiquer la présence de la barre (notée B majuscule) en son centre,. En prenant compte de celle-ci, évidente sur les images de Hubble, UGC 12158 est plus précisément une galaxie spirale barrée. 
À ce jour, 12 mesures non basées sur le décalage vers le rouge (redshift) donnent une distance de 118,383 ± 10,034 Mpc (∼386 millions d'al), ce qui est à l'extérieur des valeurs de la distance de Hubble.

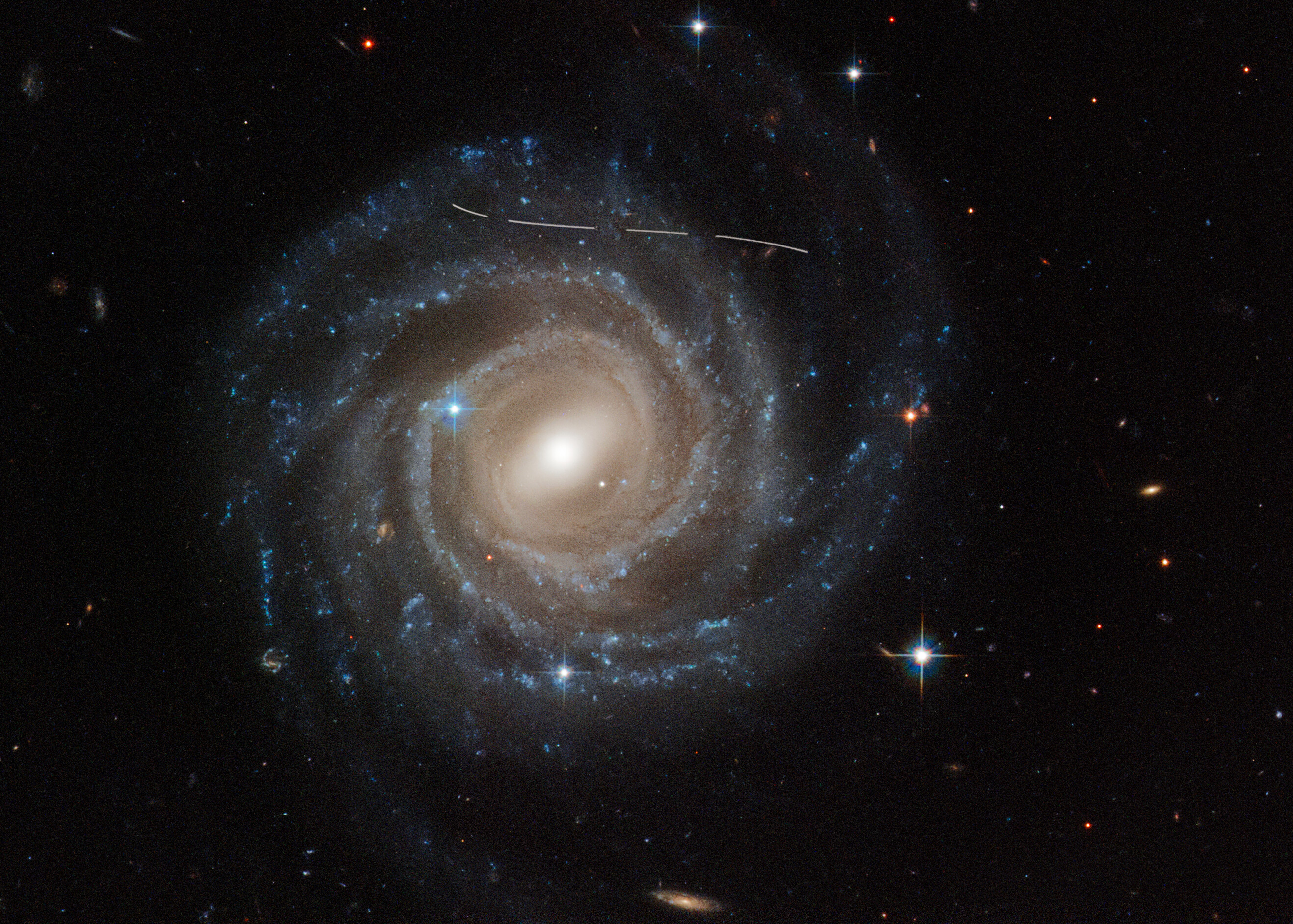
UGC 12158 par le télescope spatial Hubble, en 2024. La ligne visible en haut de la galaxie résulte du passage d'un astéroïde devant celle-ci, à la différence que ce dernier est situé 10 000 milliards de fois plus proche de nous (étant membre du système solaire) que ne l'est la galaxie spirale.

## Supernova
La supernova SN 2004ef a été découverte dans UGC 12158 le 4 septembre 2004 par les astronomes amateurs britanniques T. Boles et M. Armstrong,. D'une magnitude apparente de 18,5 au moment de sa découverte, elle était de type Ia.
L'image présente en haut de l'encadré ci-contre à droite, réalisée par le télescope spatial Hubble en 2010, montre la galaxie avec encore la faible lueur de la supernova, visible en bas à droite du bulbe galactique (petit point orangé).